# Dakentaijutsu
Das Dakentaijutsu (jap. 打拳体術) ist eine Kampftechnik, die aus dem Tai Jutsu abgeleitet wird. Sie beinhaltet Tritte, Schläge und Blocktechniken und wird aufgeteilt in Koppōjutsu und Koshijutsu. Sie war eine der verschiedenen Kampfkünste der Ninja und Samurai und ist bis heute weitgehend gleich geblieben.